# Пакино
Пакино (итал. Pachino) — коммуна в Италии, располагается в регионе Сицилия, подчиняется административному центру Сиракуза. Название сложилось от соединения двух латинских слов: Бахус — римский бог виноделия, и ино — сорт дешевого итальянского вина. Первоначально город назывался Бахино, которое в конце концов трансформировалось в Пакино, когда на Сицилии был принят итальянский язык в качестве основного.
Население составляет 21 508 человек (на 2004 г.), плотность населения составляет 421 чел./км². Занимает площадь 50,47 км². Почтовый индекс — 96018. Телефонный код — 0931.
Покровительницей коммуны почитается Пресвятая Богородица, 15 августа особо празднуется Успение Пресвятой Богородицы.

## Экономика
Жители Пакино и окрестностей издавна заняты в сельскохозяйственном производстве. Первоначально здесь культивировался хлопок, но начиная с XIX века ему на смену пришло выращивание винограда сорта «Неро д’Авола». Винодельни Пакино постепенно увеличивали экспорт вина на рынок северной Италии и Франции. 
С 1970 года виноделие в Пакино стало приходить в упадок, что вынудило многих виноградарей переключиться на выращивание овощей и фруктов, которые сегодня составляют основную часть местной сельскохозяйственной продукции. Выращиванием овощей и фруктов заняты не менее 4000 жителей города и окрестностей.